# Overjena kopija (film)
Overjena kopija (fr. Copie conforme; angl. Certified copy) je film iz leta 2010 iranskega avtorja (scenarij in režija) Abbasa Kiarostamija. Glavni vlogi sta odigrala francoska igralka Juliette Binoche in britanski operni pevec William Shimell, kar je bila njegova prva filmska vloga. Film je bil predvajan na canskem filmskem festivalu leta 2010, z možnostjo za glavno nagrado. Nagrado za najboljšo igralko je v Cannesu za vlogo v tem filmu prejela Juliette Binoche.
Dialogi so v angleščini (okoli 40%), francoščini (okoli 35%) in v italijanščini.

## Zgodba
Zgodba je postavljena v Toskano. Britanski kulturolog James Miller na srečanju predstavlja italijanski prevod svoje knjige Overjena kopija. Teza Millerjeve knjige je, da je kopija pomembnejša od originala. (Original je na primer gospa Gioconda, Da Vincijeva slika Mona Liza pa je le kopija originala). Na predstavitvi z njim vzpostavi stik Francozinja (v filmu ostaja brez imena), ki živi v Toskani s svojim 11-letnim sinom. Vodi trgovinico z umetninami.
Po predavanju se James in "ženska" na njeno željo srečata v njeni trgovini, nato ga ona odpelje na izlet po okoliških krajih. Njun pogovor se najprej vrti okoli umetnosti, nato pa neprisiljeno zavije na druga področja.
Za razvoj zgodbe so ključni stiki para s starejšimi osebami z več izkušnjami. Najprej v kavarni, kjer starejša oskrbnica misli, da sta mož in žena, na samem kramlja z »ženo« in pohvali »moža«, ne glede na kritiko domnevne soproge. Ko »žena« »možu« pove, da je lastnica mislila, da sta poročena, ji ta odgovori »Sva pač dober par«. Od tu oba potihoma sprejmeta vlogi poročenega para s 15-letnim stažem. Igra čudežno spremeni resničnost. Meja med originalom in kopijo se briše.
Soproga si izkazujeta naklonjenost, se srdito prepirata, pomirita, razčiščujeta razmerje. Čim dlje se opazujeta in pogovarjata, bolj se dogajanje zdi resničnost in ne igra.
Novo dimenzijo razmerje pridobi po naslednjem sporu okoli umetnosti, ki pa je spor o razmerju med moškim in žensko. »Mož« sprejme nasvet starejšega francoskega turista: »Vse kar si ona želi je, da stopate ob njej in ji položite roko na ramo. To je vse, a zanjo je to bistveno.«
Njuna (nova?) ljubezen lahko preživi le kot kopija. Ali to potrjuje podnaslov knjige: »Pozabite na original, priskrbite si dobro kopijo«?.

## Posebnosti filma
Izrazna sredstva, ki jih uporablja Kiarostami so asketska. V kadrih - ki pa so zelo premišljeni - sta skoraj ves čas dva človeka, ki ju spremlja kamera ko se gibljeta in govorita. Govor je ključen, vendar film postaja celotna umetnina šele z gibanjem v okolju in vzdušju italijanskega mesteca. Gibanje se dviga v vijačnici, čustveno in tudi fizično. Junaka se končno znajdeta v sobici s pogledom na strehe, kjer naj bi pred 15 leti preživela prvo poročno noč.
Kiarostami je pronicljivo izrabil bogastvo evropskega okolja in jezikov. Junaka prosto prehajata med angleščino in francoščino, ona s krajani govori v italijanščini, ki jo on komaj kaj razume. S tremi jeziki Kiarostami virtuozno pretika čustvene in smiselne registre dialoga. Kiarostami (Iranec!) zlaga besedila junakov v pretanjeno partituro, ki ponekod dosega napetost trilerja.
Izbira jezikov in narodnosti ni naključna. Kiarostami jih uporablja kot kulturne klišeje. Avtor filma prikazuje, da je značilni evropski mož v bistvu kot Anglež, žena Francozinja, Italija pa je idealna dekoracija za ljubezensko dramo. Kiarostamiju tega ni bilo treba izumljati; to je odkril že Shakespeare.
Sta original - ali le kopija zakonskega para? Od tistega njenega »Kar ne morem verjeti, da sedite v mojem avtu«, do onega njegovega »Spremenila si se« je le nekaj ur vožnje. Delovni naslov knjige, v kateri Miller pravi, da ima kopija svojo vrednost in da nas lahko pripelje do originala, s čimer overi svojo vrednost, se je glasil: Pozabite na original, priskrbite si dobro kopijo! — Marcel Štefančič, jr., Mladina 17. 3. 2011 
...Jean-Luc Godard (je) povedal, da »se film začne z D.W. Griffithom, konča pa s Kiarostamijem.« ...
... Včasih je dobro, da nam našo zahodnoevropsko kulturo reflektira nekdo z drugačnimi koreninami, podobno kot v tem primeru Kiarostami, in nam na slednji način ponudi nekoliko drugačno perspektivo. S svežim parom oči pa smo tudi naše vsakdanje bivanje zmožni uzreti na kakšen bolj posrečen način.— Žiga Čamernik, Razgledi.net, 15. november 2010 